# Luzarches (tổng)
Tổng Luzarches là một tổng, thuộc tỉnh Val-d'Oise trong vùng Île-de-France.

## Các xã
Tổng Luzarches gồm 13 xã:
- Luzarches (chef-lieu)
- Fosses
- Marly-la-Ville
- Survilliers
- Chaumontel
- Puiseux-en-France
- Saint-Witz
- Fontenay-en-Parisis
- Mareil-en-France
- Bellefontaine
- Jagny-sous-Bois
- Lassy
- Villiers-le-Sec
- Le Plessis-Luzarches
- Épinay-Champlâtreux
- Châtenay-en-France